# Scopoletina glucosiltransferasi
Scopoletina glucosiltransferasi è un enzima appartenente alla classe delle transferasi che catalizza la reazione
UDP-glucosio + scopoletina ⇄ UDP + scopolina